# Xanthomendoza
Xanthomendoza är ett släkte av lavar. Xanthomendoza ingår i familjen Teloschistaceae, ordningen Teloschistales, klassen Lecanoromycetes, divisionen sporsäcksvampar och riket svampar.
Arterna är:
- Xanthomendoza concinna
- Xanthomendoza fallax
- Xanthomendoza fulva (grov ljuslav)[2]
- Xanthomendoza hasseana
- Xanthomendoza mendozae
- Xanthomendoza montana
- Xanthomendoza oregana
- Xanthomendoza borealis
- Xanthomendoza galericulata

## Källor

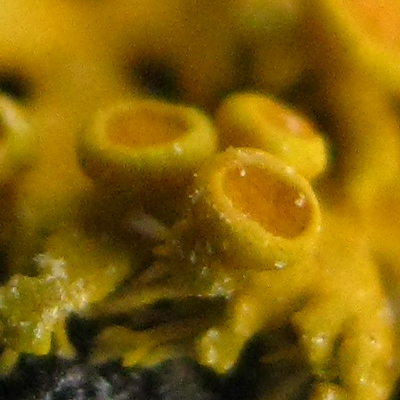
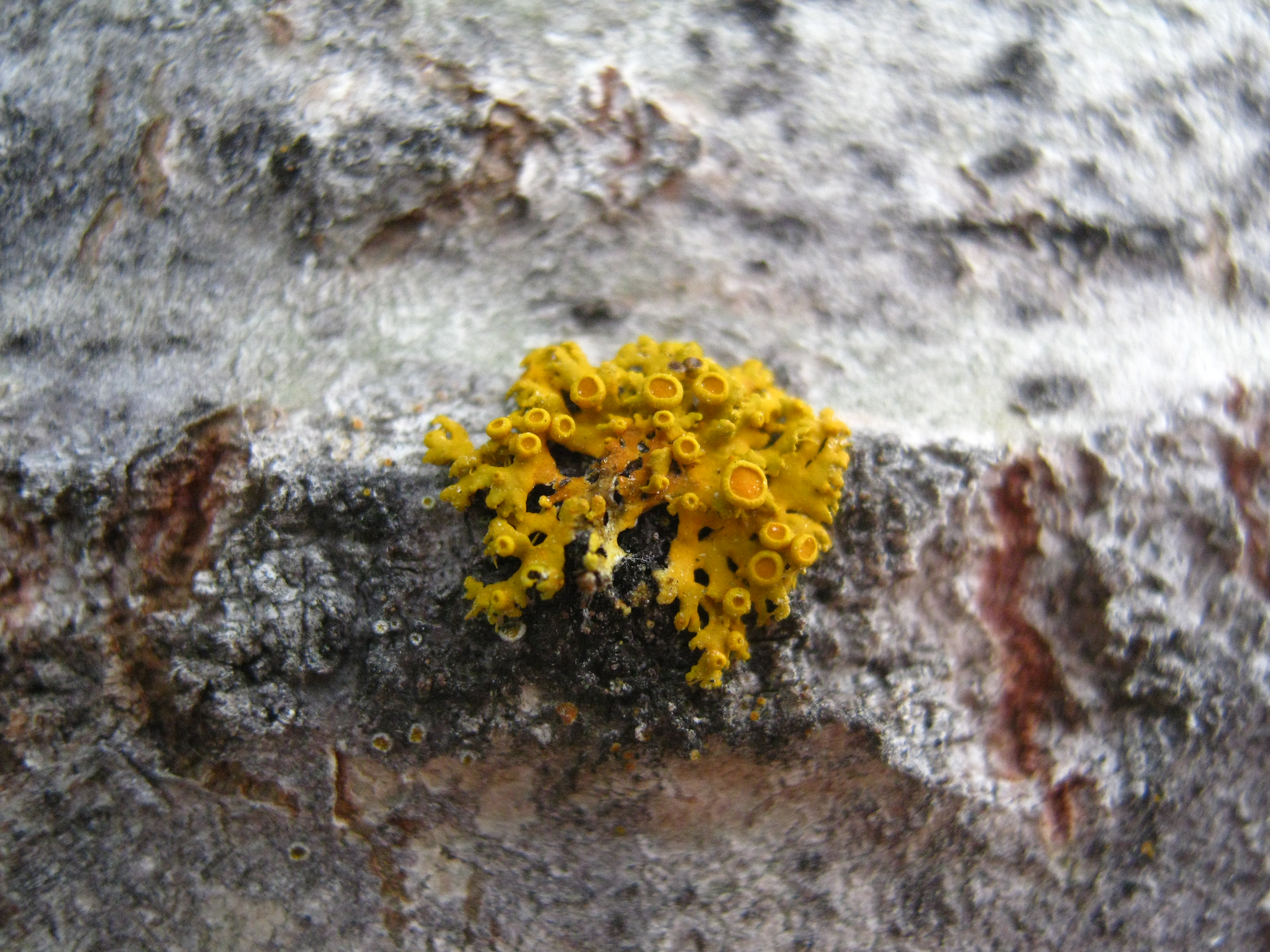
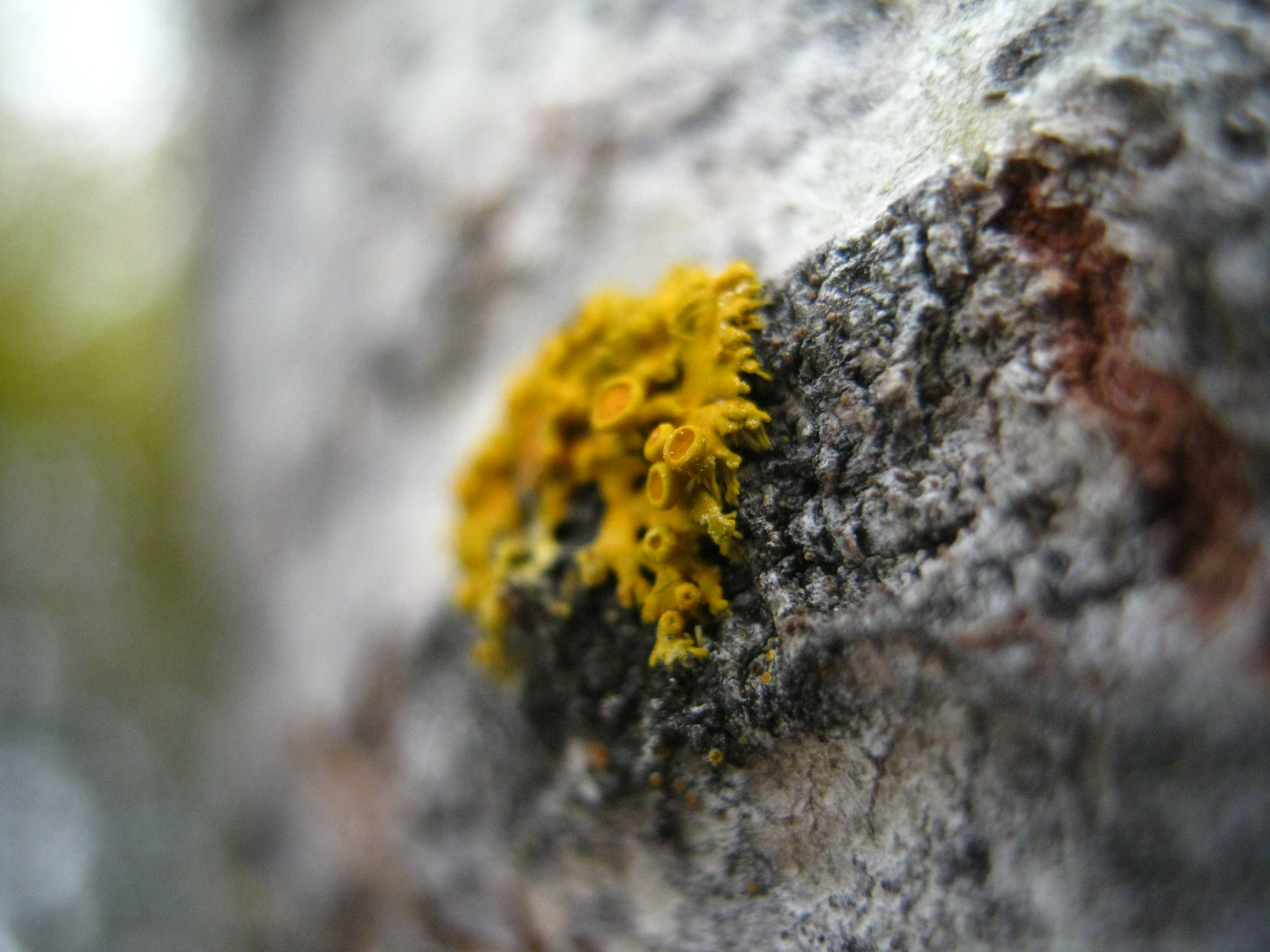
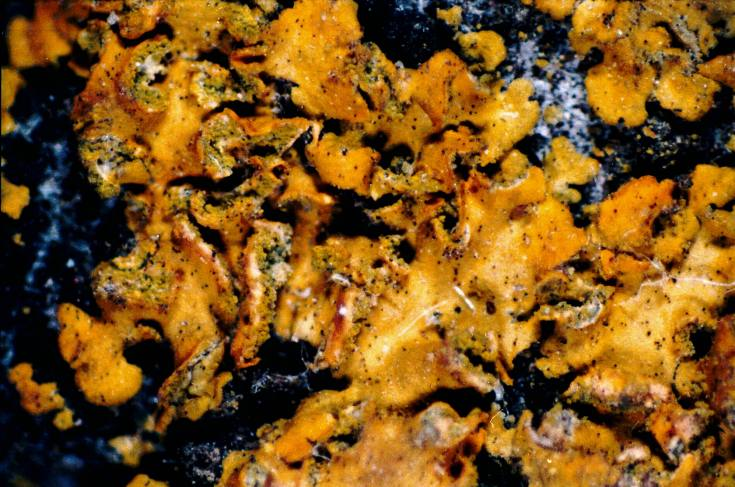
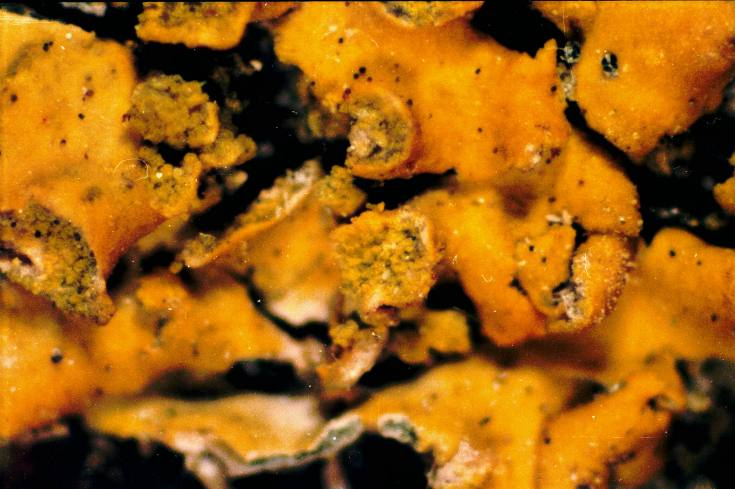
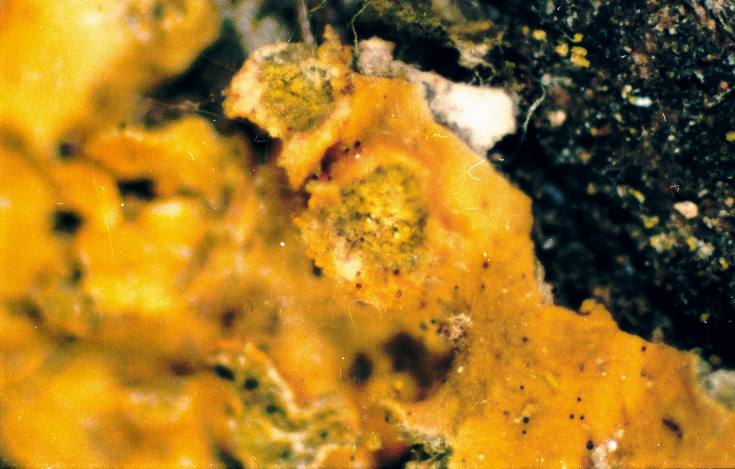
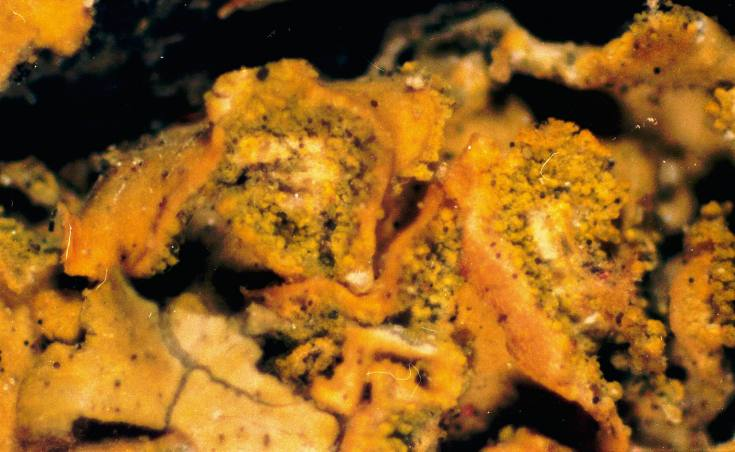
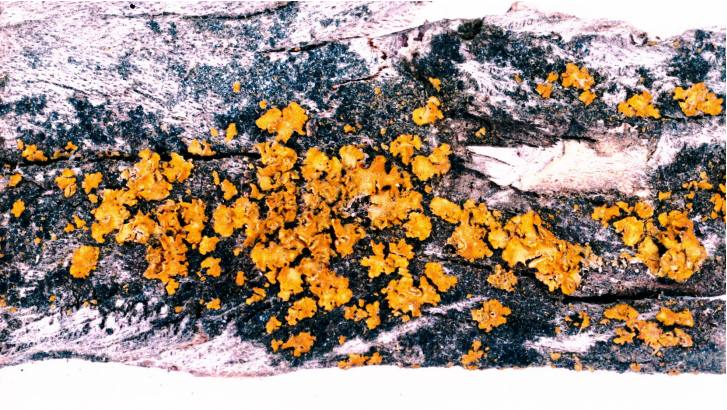
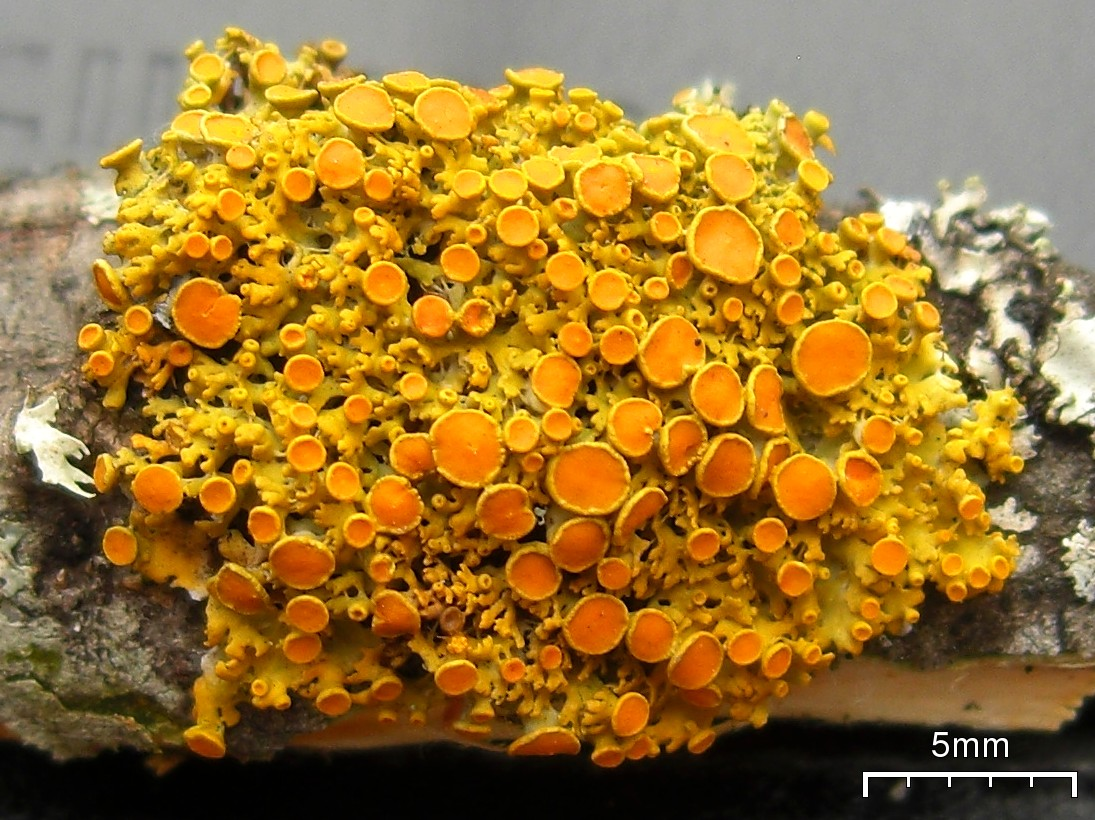